# Paul Toupin
Pour les articles homonymes, voir Toupin.
Paul Toupin était un journaliste, écrivain, essayiste et dramaturge québécois né à Montréal, le 7 décembre 1918 et décédé à Montréal, le 8 mars 1993.
Le fonds d’archives Paul Toupin est conservé au centre d’archives de Montréal de Bibliothèque et Archives nationales du Québec.

## Honneurs
- 1950 - Prix David
- 1952 - Prix de littérature de la province de Québec
- 1960 - Prix littéraire du Gouverneur général
- 1960 -  Prix pour un ouvrage écrit en langue française par un étranger de l’Académie française pour Souvenirs pour demain
- Membre de l'Académie des lettres du Québec